# كلية الآداب والعلوم الإنسانية بالقيروان
كلية الآداب والعلوم الإنسانية بالقيروان هي أول المؤسسات الجامعية الحديثة بمدينة القيروان. أحدثت في ديسمبر 1984. وهي مؤسّسة تعليم عالي تونسية تابعة لجامعة القيروان.